# Daniel Lindtmayer
Daniel Lindtmayer, (auch Lindtmeyer) (* 1552 in Schaffhausen; † 1606/1607 in der Innerschweiz), war ein Schweizer Zeichner, Radierer, Holzschneider und Tafel-, Fassaden- und Glasmaler.

## Leben
Daniel Lindtmayer wurde als Sohn des Glasmalers Felix Lindtmayer der Jüngere und seiner Frau Anna Sattler in Schaffhausen geboren. Seine Taufe fand am 24. April 1552 statt. Die Ehe seiner Eltern war zerrüttet und von Gewalt geprägt. Daniel Lindtmayers Charakter ist als labil und unruhig überliefert. In welcher Werkstatt Schaffhausens er das Malerhandwerk erlernte, ist unbekannt. Einflüsse von Tobias Stimmer auf seine künstlerische Entwicklung werden jedoch angenommen. Um 1574 war Lindtmayer auf Gesellenwanderschaft in Basel und lernte die Holbeinschule kennen. 1576/77 hielt sich Lindtmayer in der Ostschweiz auf, unter anderem in Feldkirch, wo er die Tochter des Malers Moritz Frosch heiratete. Aus dieser Ehe gingen sieben oder acht Kinder hervor, von denen keines das Kindesalter überlebte.
1577 kehrte Lindtmayer nach Schaffhausen zurück. Er betätigte sich jedoch im Gegensatz zur Tradition seiner Familie kaum selbst als Glasmaler, sondern zeichnete Risse (Entwürfe) für Kabinett- und Wappenscheiben und arbeitete als Flachmaler. 1588 gehörte er der Kommission für eine neue Handwerksordnung der Maler und Glasmaler an. Im gleichen Jahr ehelichte er Beatrix Rüeger, Witwe des Glasmalers Werner Kübler der Ältere (1555–86/7) und Schwester des Chronisten Johann Jakob Rüeger, die ihn fortan bei seiner Arbeit unterstützte. Neben drei leiblichen Kindern gehörte Stiefsohn Werner Kübler der Jüngere (1582–1621) zur Familie, der bei Lindtmayer in die Lehre ging und später als Glasmaler von Wappenscheiben für Schweizer Städte bekannt wurde. Aus der Familie Lindtmayer sind jedoch keine weiteren Glasmaler nach Daniel überliefert.
1595 arbeitete Lindtmayer am Bodensee, wo er Mahnschreiben vom Rat von Schaffhausen erhielt, da er seine zurückgebliebene Familie finanziell nicht unterstützte und diese von öffentlichen Geldern lebte. Auf Grund seiner Verwicklung in eine Messerstecherei wurde er in Konstanz verhaftet und in seine Heimatstadt zurückgebracht. Im Jahr darauf verliess er Schaffhausen endgültig. Er hielt sich in der Innerschweiz auf, unter anderem in Luzern. 1601 wurde ihm in Luzern das Flachmalen verboten und die Glasmalerei durfte er nur noch als Geselle in anerkannten Werkstätten betreiben. Vermutlich verliess er deswegen die Stadt. Sein letzter signierter Scheibenriss ist mit 1603 datiert. Als spätestes Todesjahr wird 1607 angenommen, da die Rüdenzunft von Schaffhausen zu dieser Zeit seine Schulden verloren gab.

## Werk

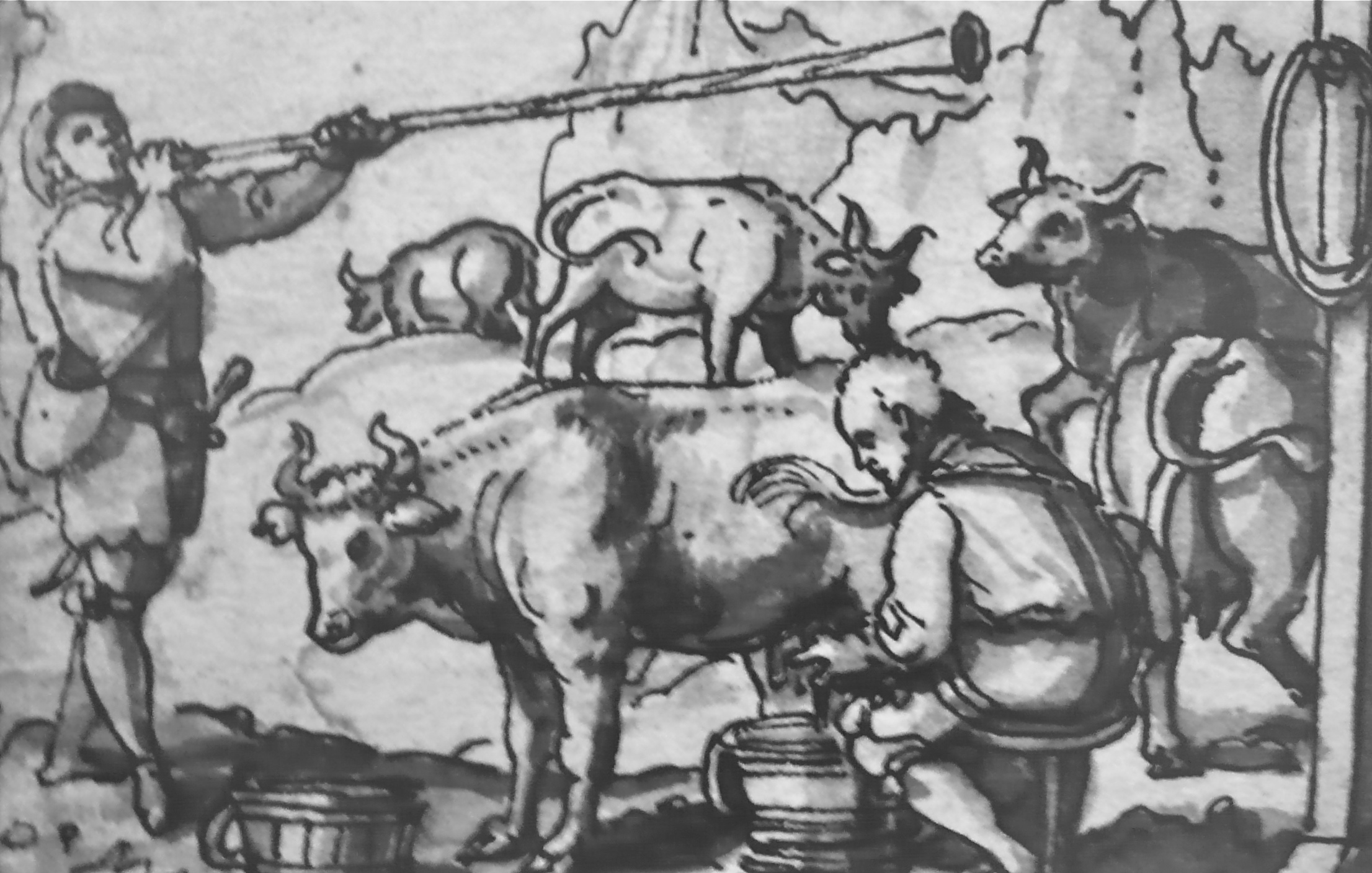
Daniel Lindtmayer d. J.: Tiba spielender Hirte, Federzeichnung (1601)

Lindtmayers Werk lässt sich der Spätrenaissance zuordnen. Von ihm sind ca. 370 Zeichnungen erhalten geblieben, ein grosser Teil davon Scheibenrisse, insbesondere Entwürfe für Wappenscheiben. Hinzu kommen vereinzelte Radierungen, Fassadenentwürfe, Porträts und Buchholzschnitte. Lindtmayer malte zudem einige kleine Ölgemälde und Aquarellbilder. Wenig bekannt, aber zumindest für die Totentanzforschung von besonderer Bedeutung ist die Totentanzfolge von 48 Rundbildern im Durchmesser von 118 mm, die er 1592 auf 24 Vorder- und Rückseiten eines Zeichenheftes ausgeführt hat. Alle  Zeichnungen sind datiert und signiert mit DLM (für Daniel Lindt-Mayer). Diese Signatur hat der Künstler gewählt, um eine Verwechslung mit den Arbeiten seines älteren Kollegen Daniel Lang zu vermeiden, der bereits mit DL signierte. Es wird vermutet, dass es sich nicht um Entwürfe zu Gemälden, sondern eher um Entwürfe zu Scheibenrissen handelt. Das Zeichenheft mit den Originalen wird heute in der Universitätsbibliothek Göttingen aufbewahrt.
In der Sammlung des Museums Allerheiligen befinden sich zwei Glasgemälde, sowie weitere zwei, die ihm zugeschrieben werden. Eines seiner Gemälde heisst Abrahams Opfer und stammt aus dem Jahr 1572. Viele Glasgemälde wurden nach Lindtmayers Entwürfen von anderen Malern angefertigt.